# Томас Кельнер
Томас Кельнер (нім. Thomas Kellner; нар. 28 травня 1966, Бонн, Німеччина) — німецький фотограф, лектор і куратор. Найбільшу відомість йому принесли широкоформатні фотографії відомих архітектурних пам'яток, які мають вигляд «фотомозаїк» за рахунок безлічі окремих зображень і зміщеної перспективи фотоапарата.

## Життя та творчість
Від 1989 до 1996 вивчав мистецтво та суспільні науки в університеті Зігена та здобував педагогічну освіту. Тим часом на художньому факультеті профессора Юргена Кенігса утворилась і набувала сили «школа фотографії зі стенопом». Тоді Кельнер вивчав можливості та дізнавався про обмеження техніки. Також він експериментував з іншими техніками, до прикладу ціанотипія (відбитки на вологому папері), або з процесами фото друкування, як гуміарабіковий фотодрук. У 1996 році Кельнер отримав приз «Kodak Nachwuchs Förderpreist». У 2003 та 2004 роках Томас був професором з художньої фотографії при Гіссенському Університеті, у 2012 році викладав лекції з фотографії в Університеті Падерборна.
У 2004 році за ініціативою Томаса Кельнера відбулась щорічна виставка «Photographers:Network», вона включала різноманітні теми та художників з усього світу. Останньою з серії виставок стала десята, вона відбувалась у студії митця в місті Зіґен у Німеччині. Були представлені роботи 18 учасників з семи країн та трьох континентів. Починаючи з 2005 року Кельнер брав участь у комісії, що представляє архітектурні пам'ятки Бразилії. Фото зробленні у відрядженнях були представлені у 2010 році в місті Бразилиа. У 2006 році фотограф подорожував у США, Латинській Америці, Сирії та Китаю. Він робив фотографії у своїй специфічній техніці, закарбувавши на фото Золоту Браму, Бостонський Атенеум і Великий Китайський мур.
У 2010 році Томас Кельнер спільно зі школою «Gesamtschule Gießen-Ost» створив фото-проєкт, присвячений телекомунікаційному бункеру в місті Гіссен. Його було профінонсовано місцевою владою у рамках конкурсу «Місто молодих дослідників». Учасники дізнались про метод Кельнера: деконструкція споруд і реконструкція їх на фотографіях «мов процес перетворення в тут і зараз». Діти розробили категорії для роботи із окремими компонентами і сформульовані тематичні напрямки. Далі вони фотографували маленькі ділянки об'єкту на камери, отримуючи багато розрізнених фото. З них були складені колажі у програмі «PowerPoint»: «Завдяки сегментації і подальшій рекомбінації різноманітних точок зору, з'явився завершений та новий, водночас переосмислений образ старого бункерного комплексу. [...] Ми виявили естетичне протистояння з націонал-соціалістичним періодом, воно переслідує та спонукає, і все ж є культурно-історичним доказом».
У 2012 році Томас Кельнер представляв компанію RWE у Росії. Він фотографував індустріальну архітектуру в Єкатиренбурзі та Пермі («Genius Loci»). Обидва міста були засновані Георгом Вільгельмом де Геннингом, який походить із міста Зіґен. За свої досягнення  він був запрошений Петром І в XVIII столітті для покращення економіки Урала та розвитку гірської промисловості регіону. Його фабрики обробляли метал і сталь. Кельнер фотографув не тільки в Росії, але і в Зіґені. Таким чином митець хотів показати звʼязок цих міст в обробці сталі та металів.
Томас Кельнер є членом Німецького Товариства Фотографії (нім. Deutsche Gesellschaft für Photographie, DGPh), та живе в місті Зіґен.

## Техніка фоторгафії
Томас Келльнер працює з дзеркальною камерою та 35 мм фотоплівками, довжиною в 36 кадрів, кожен розміром 24х36 мм. Під час транспортування внизу та зверху на плівкових рулонах зазначається вид та кількість кадрів, робляться перфорації.
Відзнятий фільм Кельнер розрізає на смужки однакової довжини та збирає в один великий негатив. Далі створюється список із мета інформацією про фільм.
Для збільшення і подальшої обробки плівкових кадрів фотографами заведено використовувати лист контактів, де зазначається номери вдалих кадрів. Цього листа не відображують у готових фотографіях. Матеріал, що зберігає інформацію про зображення є непомітним. Проте у роботах Кельнера ці данні спеціально залишають так, щоб вони були помітні. Вони покликані візуально відділити зображення між собою додати ритму та структури готовій композиції, роблять процес роботи митця більш зрозумілим та наочним для глядача на готовій фото картині: «Матеріальність фотографії передається не часто, на відміну від інших видів мистецтва як живопис, графіка, скульптура і т. д.», — каже Кельнер. «Сьогодні ми завжди обговорюємо потік, відібраний матеріал, до прикладу пігменти, полотна, камінь та інше. У фотографії під сильним впливом медіа люди схильні дивитись лише крізь вікно ренесансу, на зображений об'єкт у кращому випадку на композицію чи автора, приховане за ним. Майже ніколи не йдеться про вибір фотопаперу, її поверхні, пігментах чи зерні, кількості пікселів. Це потребувало б багато часу, бо фотографія є частиною мистецтва із сучасними критеріями [...] Таким чином обрані матеріали мають бути частиною авторського рішення і обов'язкові для кращого втілення повідомлення, закладеного митцем, в це зображення».
Коли митець приступає до роботи над новим проєктом — він починає з ескізів, а саме поділяє об'єкт на квадратні частини та зазначає налаштування камери для кожної з них. Так під час фотозйомки перше й останнє зображення можуть бути зняті з різницею у часі у декілька годин, бо Кельнер фотографує об,єкт хронологічно — один за одним.
Раніше готові фотографії містили не більше 36 окремих секцій, бо Кельнер працював з однією плівкою на одне фото. Зараз він може використати до 60 плівок. Так у фотографії Великого Каньйону було використано аж 2160 секцій, що містили кожне по своєму чуду природи. Автор зібрав усі секційні зображення в п'ятиметрову композицію.

## Ефект фотографій
Перша фотографія в унікальній техніці Кельнера зображала Ейфелеву вежу (1997). Це стало виразом його поваги -кубісту Роберу Делоне. Делоне був варажений на той час найвищою спорудою в світі і присвятив їй більшу частину своїх робіт. Кельнер зацікавився типічною кубізму «багатоспектральністю», а вона як  наслідок стала головним елементом його стилю. Зміна перспективи окремих кадрів по відношенню до центральної перспективи — створює ілюзію руху, насправді нерухомих архітектурних об'єктів, на етапі редагування фінальної композиції: "The viewer thinks that by dismantling a building into individual pieces of an image and by titling the camera several times the most famous sites in the world — from the Eiffel Tower to the Brooklyn Bridge — begin to rock, to sway, even to dance. Architecture is turned upside down." (українською мовою: «Глядачеві здається, що, розбираючи будівлю на окремі фрагменти зображення і кілька разів повертаючи камеру, найвідоміші об'єкти світу — від Ейфелевої вежі до Бруклінського мосту - починають розгойдуватися, гойдатися, навіть танцювати. Архітектура перевертається з ніг на голову».)
У робочому відрядженні в Мексиці 2006 року, один з критиків зауважив схожість фото Кельнера із тими, що були зроблені після землетрусу 1985 року в Мехіко. «Фотокартини Келльнера часто інтерпритуються мов руйнування надбань людьської культури. Також можно подумати, що його фотороботи є візуальним одкровенням про крихкість та незахищеність культури або її розпаду». Так переплітається танець та руйнування в роботах Томаса Кельнера.
Як відомо, люди не в змозі осягнути великі об'єкти одним лише поглядом. Ми маємо мандрувати поглядом та складати загальне враження з маленьких пазлів, що зачепили наш погляд: «Наш мозок складає отриману з сенсорів інформацію та вигадує до сприйнятого сенс».
Не тільки Кельнер обирає для своїх робіт саме такий вид збірки окремих зображень для сприйняття форми, але і глядач отримує цей досвід, дивлячись на фотографії Кельнера. Очі мандрують творами Кельнера чипляючись за окремі зображення та складають їх в одне ціле. Фотографії кельнера є мов новаторським аранжуванням для моментального почуття, що виникає, коли ми бачимо великі об'єкти: «Не випадково те, що роботи Кельнера мають вигляд головоломки. Вони надихають вдумливого глядача віднайти сенс цих архітектурних пам'яток як візуально, так і інтелектуально. Ми декодуємо сцени з фрагментів, які він збирає, з несвідомих очікувань, що пропонує нам наш мозок, з далеких і не чітких спогадів про ті споруди».

## Роботи в складі колекцій
- Музей Джорджа Істмана, Рочестер, штат Нью-Йорк, США
- Музей образотворчих мистецтв, Г'юстон[16], США
- Колекція Шупмана. Фотографія в Німеччині після 1945 року[17], Бад Херсфельд, Німеччина
- Чиказький інститут мистецтв : Collection of photography[18], Чикаго, США
- Вустерський музей мистецтв[19], Вустер, США
- Музей Фокса Талбота, абатство Лекок[20], Англія.
- Бібліотека Конгресу,[21] Вашингтон, США

## Виставки
Деякі з персональних виставок
- 2002: Музей фотографії ім. Гріффіна[22], Вінчестер, США.
- 2003: Monuments[23], Розенберг та Кауфманн Образотворче мистецтво, Нью-Йорк, США
- 2006: Tango Metropolis,[24] Галерея Коена Амадора, Нью-Йорк, США.
- 2006: Tango Metropolis,[25] Галерея Стівена Коена, Лос-Анджелес, США
- 2008: Thomas Kellner. Architectural Photos.[26] Галерея Шнайдер, Чикаго, США.
- 2010: Бразиліа: 50 років сучасної утопії (Brasília: 50 anos de uma utopia moderna)[4]
- 2021: Small Wonders,[27] Музей фотографії Лішуя, Лішуй, Китай.
- 2013: Genius Loci[28], Будинок-музей фотографії Метенкова, Єкатеринбург, Росія
- 2017: Fractured Architecture[29], Музей Фокса Талбота, абатство Лекок, Англія.
- 2017: Black and White[30], Рейк'явік музей фотографії, Рейк'явік, Ісландія
- 2018: Tango Metropolis,[31] Галерея Конні Дітцшоулда, Сідней, Австралія.
- 2019: Thomas Kellner's America,[31] Американський музей у Британії, маєток Клавертон, Бат, Англія.

Групові виставки
- 2002: Vues d'Architecture[32], Музей Гренобля, Франція
- 2004: Ars & Archittetura 1900-2000[33], Палаццо Дукале, Генуя, Італія
- 2004: Pieced Together: Photomontages from the Collection,[34]Чиказький інститут мистецтв, Чикаго, США
- 2005: New to View: Recent Aquisitions in Photography,[35]Вустерський музей мистецтв, Вустер, США
- 2008: A mind at play[36], Чиказький інститут мистецтв, Чикаго, США
- 2010: Madrid Oh Cielos! [37], Коло образотворчих мистецтв, Мадрид, Іспанія
- 2011: Fotografies – Coleção Joaquim Paiva,[38] Музей сучасного мистецтва, Ріо-де-Жанейро, Бразилія
- 2013: After Photoshop: Manipulated Photography in the Digital Age[39], Музей образотворчих мистецтв, Г'юстон, США
- 2015: Gifts from Nancy and Tom O'Neil,[40] Балтіморський художній музей, Балтімор, США
- 2016: Die Grosse, Музей Кунстпаласт, Дюссельдорф, Німеччина
- 2018: Landschaft, die sich erinnert,[41] Музей сучасного мистецтва, Зіген, Німеччина
- 2018: Analog Schwarzweiss: Fotografie in Westdeutschland 1945 bis 2000 aus der Sammlung Schupmann,[42] виставковий зал Ерфурт, Ерфурт, Німеччина